# Francis Hueffer
Francis Hueffer, né Franz Carl Christoph Johann Hüffer le 22 mai 1845, mort le 19 janvier 1889 , est un musicologue, critique musical et librettiste anglais d'origine allemande.

## Biographie
Franz Carl Christoph Johann Hüffer est né à Münster, le 22 mai 1845. Il est le plus jeune fils de Johann Hermann Hüffer, homme politique et rédacteur en chef, et de sa seconde épouse Maria Theresia Julia Kaufmann. Son père a sept autres enfants de son premier mariage avec Amalia Hosius.
Après ses études, il s'installe à Londres en 1869 en tant que musicologue et, à partir de 1878, il travaille comme critique musical pour le Times, succédant à James William Davison. Il écrit un certain nombre de livres sur la musique, en particulier sur l'histoire de la musique. Il édite une série de Grands musiciens pour Novello & Co, traduit Les Nuits d'été de Berlioz et la correspondance entre Richard Wagner et Franz Liszt en anglais. Il écrit également le livret de plusieurs opéras : Colomba et le Troubadour pour Alexander Mackenzie, et Sleeping Beauty pour Frederic Hymen Cowen. Il devient rédacteur en chef du Musical World en 1886. Il meurt d'un cancer le 19 janvier 1889.
Il est le père de des écrivains Ford Madox Ford, Oliver Madox Hueffer et de la traductrice Juliet Soskice.